# Jan Hudec
Jan Hudec, född 19 augusti 1981 i Šumperk, Tjeckien, är en kanadensisk alpin skidåkare som tävlat i världscupen sedan 2002. Hudec tävlar främst i fartgrenarna störtlopp och super-G.
Hudec deltog vid VM 2003 där han blev sjua i super-G. Nästa mästerskap blev VM 2007 i Åre där han nådde sin främsta merit med en silvermedalj i störtloppet endast slagen av Aksel Lund Svindal. Vid samma mästerskap blev han även sjua i super-G. 
Vid VM 2009 deltog han bara i störtloppet men fullföljde aldrig loppet. Han deltog i olympiska vinterspelen 2010 där han blev 23:a i super-G och 25:a i störtloppet. Vid VM 2011 blev han åter 25:a i störtloppet.
Hudec vann brons i super-G-loppet vid olympiska vinterspelen 2014 i Sotji.

## Världscupssegrar (2)
| Datum            | Plats       | Gren      |
| ---------------- | ----------- | --------- |
| 24 november 2007 | Lake Louise | Störtlopp |
| 4 februari 2012  | Chamonix    | Störtlopp |